# Episodi di Pacific Blue (quinta stagione)
La quinta stagione della serie televisiva Pacific Blue è stata trasmessa in anteprima negli Stati Uniti d'America da USA Network tra il 18 luglio 1999 e il 9 aprile 2000.
| nº | Titolo originale             | Titolo italiano                                     | Prima TV USA     | Prima TV Italia |
| -- | ---------------------------- | --------------------------------------------------- | ---------------- | --------------- |
| 1  | Reckoning                    |                                                     | 18 luglio 1999   |                 |
| 2  | The Naked Truth              | La nuda verità                                      | 25 luglio 1999   |                 |
| 3  | Blue Hawaii (Part 1)         | Trasferta alle Hawaii - Mare di droga (1 e 2 parte) | 1º agosto 1999   |                 |
| 4  | Blue Hawaii (Part 1)         | Trasferta alle Hawaii - Mare di droga (1 e 2 parte) | 8 agosto 1999    |                 |
| 5  | Silicone Valley of the Dolls | Bella da morire                                     | 15 agosto 1999   |                 |
| 6  | Hostile Witness              | Uno strano testimone                                | 22 agosto 1999   |                 |
| 7  | Dead Ringers                 | Fratelli di sangue                                  | 29 agosto 1999   |                 |
| 8  | Just a Gigolo                | Uomini in vendita                                   | 3 ottobre 1999   |                 |
| 9  | Big Girls Don't Cry          | Omicidio sul ring                                   | 10 ottobre 1999  |                 |
| 10 | Gaslight                     | Lampioni a gas                                      | 17 ottobre 1999  |                 |
| 11 | Ghost Town                   | Tutto da capo                                       | 31 ottobre 1999  |                 |
| 12 | God's Gift                   | I doni di Dio                                       | 5 dicembre 1999  |                 |
| 13 | Swimming in the Dead Pool    | Un anno per morire                                  | 19 dicembre 1999 |                 |
| 14 | Double Vision                | Doppia visione                                      | 6 febbraio 2000  |                 |
| 15 | Kangaroo Court               | Un amore tra capo e collo                           | 13 febbraio 2000 |                 |
| 16 | A Thousand Words             | Mille parole                                        | 20 febbraio 2000 |                 |
| 17 | Fifty-Nine Minutes           | 59 minuti                                           | 27 febbraio 2000 |                 |
| 18 | Disrobed                     | Tradimento                                          | 5 marzo 2000     |                 |
| 19 | Betrayal                     | Il testimone scomparso                              | 12 marzo 2000    |                 |
| 20 | Kidnapped                    | Rapita                                              | 19 marzo 2000    |                 |
| 21 | Blind Eye                    | Occhio cieco                                        | 2 aprile 2000    |                 |
| 22 | Snafu                        | Schiavo dei farmaci                                 | 9 aprile 2000    |                 |